# Rómer Roca
Rómer Roca (Santa Cruz de la Sierra, 1 juli 1966) is een voormalig Boliviaans voetballer, die speelde als verdediger. Hij beëindigde zijn actieve loopbaan in 2000 bij de Boliviaanse club Real Santa Cruz.

## Clubcarrière
Roca begon zijn professionele loopbaan bij Oriente Petrolero en kwam daarnaast uit voor de Boliviaanse topclubs Club Destroyers en Real Potosí. Met Oriente Petrolero won hij eenmaal de Boliviaanse landstitel: 1990.

## Interlandcarrière
Roca speelde in totaal negen interlands voor Bolivia in de periode 1987-1989. Onder leiding van bondscoach Osvaldo Veiga maakte hij zijn debuut op 14 juni 1987 in de vriendschappelijke thuiswedstrijd tegen Paraguay (0-2), net als doelman Marco Antonio Barrero en middenvelder Mauricio Ramos. Roca nam in 1989 met Bolivia deel aan de strijd om de Copa América in Brazilië. Daar kreeg hij in Bolvia's eerste groepswedstrijd, op dinsdag 4 juli tegen Uruguay (3-0), in de 26ste minuut de rode kaart van scheidsrechter Arnaldo Coelho.
| Interlands van Rómer Roca voor Bolivia | Interlands van Rómer Roca voor Bolivia | Interlands van Rómer Roca voor Bolivia | Interlands van Rómer Roca voor Bolivia | Interlands van Rómer Roca voor Bolivia | Interlands van Rómer Roca voor Bolivia |
| №                                      | Datum                                  | Wedstrijd                              | Uitslag                                | Competitie                             | Goals                                  |
| Als speler van Oriente Petrolero       | Als speler van Oriente Petrolero       | Als speler van Oriente Petrolero       | Als speler van Oriente Petrolero       | Als speler van Oriente Petrolero       | Als speler van Oriente Petrolero       |
| -------------------------------------- | -------------------------------------- | -------------------------------------- | -------------------------------------- | -------------------------------------- | -------------------------------------- |
| 1                                      | 14 juni 1987                           | Bolivia – Paraguay                     | 0 – 2                                  | Vriendschappelijk                      | 0                                      |
| 2                                      | 25 mei 1989                            | Bolivia – Paraguay                     | 3 – 2                                  | Vriendschappelijk                      | 0                                      |
| 3                                      | 1 juni 1989                            | Paraguay – Bolivia                     | 2 – 0                                  | Vriendschappelijk                      | 0                                      |
| 4                                      | 8 juni 1989                            | Bolivia – Uruguay                      | 0 – 0                                  | Vriendschappelijk                      | 0                                      |
| 5                                      | 22 juni 1989                           | Bolivia – Chili                        | 0 – 1                                  | Vriendschappelijk                      | 0                                      |
| 6                                      | 27 juni 1989                           | Chili – Bolivia                        | 2 – 1                                  | Vriendschappelijk                      | 0                                      |
| 7                                      | 4 juli 1989                            | Uruguay – Bolivia                      | 3 – 0                                  | Copa América                           | 0                                      |
| 8                                      | 10 juli 1989                           | Argentinië – Bolivia                   | 0 – 0                                  | Copa América                           | 0                                      |
| 9                                      | 20 augustus 1989                       | Bolivia – Peru                         | 2 – 1                                  | WK-kwalificatie                        | 0                                      |

## Erelijst
Oriente Petrolero
- Liga de Fútbol

1990